# Ambulyx lahora
Ambulyx lahora är en fjärilsart som beskrevs av Butler 1875. Ambulyx lahora ingår i släktet Ambulyx och familjen svärmare. Inga underarter finns listade i Catalogue of Life.